# Loupiac (Lot)
 Loupiac ist eine französische Gemeinde mit 273 Einwohnern (Stand 1. Januar 2022) im Département Lot in der Region Okzitanien. Sie gehört zum Arrondissement Gourdon und Kanton Souillac.
Die Einwohner werden „Loupiacais“ bzw. „Loupiacaises“ genannt. 

## Geographie
Die Gemeinde liegt in der Landschaft Bouriane zwischen Cahors (51 Kilometer südwestlich) und Souillac (13 Kilometer nördlich). 
Umgeben wird Loupiac von den Nachbargemeinden Lanzac im Norden, Pinsac im Nordosten, Calès im Osten, Payrac im Süden, Rouffilhac im Südwesten, Lamothe-Fénelon im Westen sowie Nadaillac-de-Rouge im Nordwesten.

## Bevölkerungsentwicklung
| Jahr      | 1962 | 1968 | 1975 | 1982 | 1990 | 1999 | 2007 | 2018 |
| Einwohner | 226  | 232  | 232  | 243  | 210  | 267  | 265  | 260  |